# Последняя любовь гипнотизёра
«Последняя любовь гипнотизера» (англ. Hypnotist's Love Story) —  роман австралийской писательницы Лианы Мориарти 2011 года. В основе сюжета — история Эллен О'Фаррел, гипнотерапевта, которая становится невольным соучастником вдовца, преследуемого его бывшей девушкой. Это четвертый роман Мориарти.

## Приём критиков
Роман получил в основном положительные отзывы.  В обзоре Kirkus Reviews написано: «Удивительно, но искрящаяся комедия и тревожная мелодрама совместно создают приятный пляжный роман, эскапистский, но не лишенный ума».

## Экранизация
В 2019 году ABC заказала пилотную серию, в которой Хизер Грэм должна сыграть главную роль, а Кэти Век — напишет сценарий.